# 이카자키정
이카자키정(五十崎町)은 에히메현 난요지역에 존재했던 정이다. 주위를 녹색의 산들로 둘러싸인 인구 6,000명 미만의 전형적인 중산간지이면서, 세이류 오다 강과 대연전투의 촌으로서의 마을 만들기를 진행해 왔다.

## 지리
에히메현의 남부, 난요지방의 내륙부에 속해 오슈시에 약 15km, 마쓰야마시에 약 40km.서쪽은 오슈시, 북쪽은 이카자키정, 남쪽은 히지카와정, 남동쪽은 가와베촌에 접하고 있다. 주위는 서쪽으로 패러글라이딩 기지가 있는 가난산이, 남쪽으로 오토산이 가로놓여 있으며 패러글라이딩·행글라이딩도 유명하고 녹음이 많은 간난산(710m)은 비행 기지로서 지리적·자연조건적으로도 서일본 최고의 코스 중 하나이다. 현외로부터의 내촌자도 많고, 테이크오프 포인트 및 패러글라이딩 연습장도 정비되어 있다.
히로카와 지류 중 하나인 청류·오다강이 마을 중심부를 북에서 남 방향으로 흐르고 있다.유역은 비교적 평탄한 충적 분지로 산은 높은 곳에서 약 600m이다.

## 역사
- 1750년(관연 3년) - 우치노코 소동
- 1838년(텐보 9년) - 덴진 촌을 히라오카 촌으로 촌명이 변경되었다.
- 1871년 7월 - 폐번치현에 의해 니타니 번령이었던 시게마쓰촌은 니타니현에, 나머지 지역은 오슈현에 속한다.
- 1871년 11월 - 닛타니현, 오스현이 우와지마현에 합병되었다.
- 1872년 - 우와지마현이 가미야마현으로 개칭하였다.
- 1873년(메이지 6년) 2월 - 가미야마현과 이시즈치현의 합병에 의해 에히메현 성립.
- 1889년 11월 - 주변 정촌의 통합으로 이카자키촌, 텐진촌, 미소기촌이 되었다.
- 1920년 5월 - 정으로 승격해 이카자키정이 되었다.
- 1954년 9월 - 텐진촌, 미소기촌과 합병해 신 이카자키정이 성립하였다.
- 2005년 1월 1일 - 구 우치코정 및 가미우케나군 오다정과 합병에 의해, 새롭게 우치코정이 성립하였다. 동일 이카자키정은 폐지되었다.

## 행정

### 정장
- 다카노시마 타로(高野島太郎) (1920년 5월-1928년 11월)
- 米田謹七 (1930년 4월-1932년 11월)
- 다카노시마 타로 (高野島太郎) (1932년 12월 - 1933년 12월)
- 다카하시 미호(髙橋三保) (1934년 5월-1939년 3월)
- 오키미 묘시(沖見卯市) (1939년 6월 - 1946년 11월)
- 가와치 호세 (河内保歳) (1947년 4월-1954년 8월)
- 모리나가 타카오 (森永隆男)
- 미야오카 히로유키 (宮岡廣之) (현 이가사키 정장)

## 교통

### 철도
- 시코쿠 여객철도
  - 우치코 선

### 도로
- 마쓰야마 자동차도
- 국도 56호선